# ولادیمیر روخلین

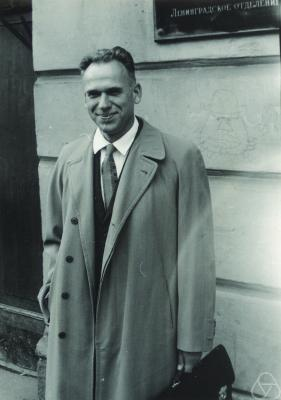
ولادیمیر آبرامویچ روخلین - ۱۹۶۶

ولادیمیر آبرامویچ روخلین (به روسی: Владимир Абрамович Рохлин)(زاده ۲۳ اوت ۱۹۱۹ در باکو-درگذشته ۳ دسامبر ۱۹۸۴ در لنینگراد) ریاضیدان اهل اتحاد جماهیر شوروی بود.

## زندگی و کارنامه
او فرزند یک خانواده یهودی روس بود و از سال ۱۹۳۵ در دانشگاه دولتی مسکو در نزد آندری کولموگوروف و پونتریاگین به تحصیل ریاضیات پرداخت. وی در سال ۱۹۴۱ به ارتش سرخ روسیه پیوست و نخست چندین سال در زندان آلمانها و سپس چندی هم در زندان روسها گذراند. او سرانجام با وساطت استاد سابقش پونتریاگین که شخصاً به بریا مراجعه کرد و روخلین را به عنوان دستیار شخصی اش -با توجه به نابینا بودن پونتریاگین -جا زد آزاد شد. روخلین در سال ۱۹۵۲ با اثبات قضیه ای درباره خمینه های چهار بعدی توجه جهانی را به خود جلب کرد. زمینه پژوهشی روخلین، کلاسهای مشخصه، نظریه هموتوپی و نظریه کوبوردیسم بود.